# Труко (Империја)
Труко је насеље у Италији у округу Империја, региону Лигурија.
Према процени из 2011. у насељу је живело 213 становника. Насеље се налази на надморској висини од 47 м.